# Hotel Moskva (Bělehrad)
Hotel Moskva (srbsky Хотел Москва) se nachází v srbské metropoli Bělehradu, na třídě Terazije, v centru města. Patří k nejznámějším bělehradským hotelům a také historicky nejstarším.

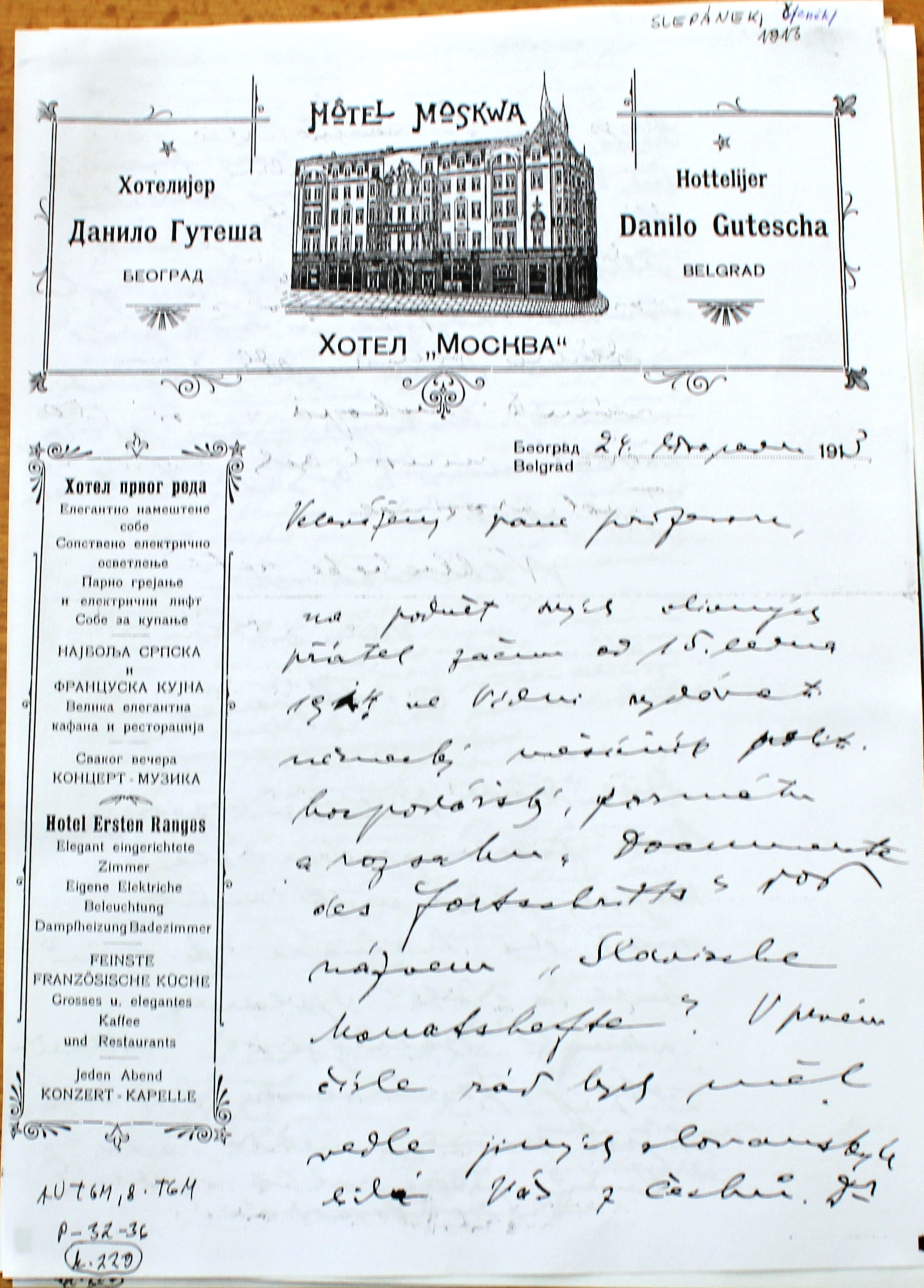

Pětipatrový hotel, který byl budován v letech 1905–1908, vyprojektoval srbský architekt Jovan Ilkić spolu s týmem spolupracovníků z Petrohradu. Jeho projekt byl nicméně až druhý ve finálním hodnocení soutěže návrhů stavby. Hotel, který na srbský nový rok dne 14. ledna 1908 otevřel slavnostně král Petr I. Karađorđević, byl velkou politickou investicí Ruska, které si přálo mít dobré vztahy se Srbskem. Budova původně také sloužila částečně i jako provozovna ruské pojišťovací společnosti, která v Srbsku působila. Oficiální název stavby v té době byl Palata Rosija. V listopadu 1913 zde pobýval spisovatel a publicista Čeněk Slepánek. Hotel slouží od té doby, s výjimkou druhé světové války, kdy sloužil pro účely gestapa.
Budova objektu je památkově chráněna.